# Chugwater (Wyoming)
Chugwater es un pueblo ubicado en el condado de Platte en el estado estadounidense de Wyoming. En el año 2010 tenía una población de 212 habitantes y una densidad poblacional de 26.84 personas por km² .

## Geografía
Chugwater se encuentra ubicado en las coordenadas 41°45′20.74″N 104°49′22.3″O / 41.7557611, -104.822861. Según la Oficina del Censo, la localidad tiene un área total de 7,9 km² (3,1 mi²), de la cual 7,9 km² (3,1 mi²) es tierra y 0 km² (0 mi²) (0.0%) es agua.

### Localidades adyacentes
El siguiente diagrama muestra a las localidades en un radio de 68 kilómetros (42,3 mi) de Chugwater.

## Demografía
En el 2000 la renta per cápita promedia del hogar era de $23.750, y el ingreso promedio para una familia era de $26.250. El ingreso per cápita para la localidad era de $10.609. En 2000 los hombres tenían un ingreso per cápita de $24.688 contra $17.917 para las mujeres. Alrededor de 30.3% estaba bajo el umbral de pobreza nacional.